# Cylindromyia xiphias
Cylindromyia xiphias är en tvåvingeart som först beskrevs av Mario Bezzi 1908.  Cylindromyia xiphias ingår i släktet Cylindromyia och familjen parasitflugor. Inga underarter finns listade i Catalogue of Life.